# Milan Daňhel
Milan Daňhel  (* 30. prosince 1941) je český marxista a bývalý odborný asistent Ústavu vědeckého ateismu ČSAV v Brně.
Maturoval v Uherském Hradišti v roce 1959 a poté studoval na FF MU filozofii a psychologii. V letech 1963–68 byl asistentem na katedře marxistické filozofie VÚT v Brně. V roce 1981 emigroval do SRN.

## Dílo
- Soudobé náboženské sektářství, 1979
- Vedeckoateistická výchova pre stredné pedagogické školy,1980
- Řeholní řády a kongregace v ČSR, 1981